# Gehren
Gehren – dzielnica miasta Ilmenau w Niemczech, w kraju związkowym Turyngia, w powiecie Ilm. Do 5 lipca 2018 jako gmina (niem. Landgemeinde) siedziba wspólnoty administracyjnej Langer Berg.
Do 30 grudnia 2013 miasto. 31 grudnia 2013 przyłączono gminę Möhrenbach, która stała się dzielnicą nowo powstałej gminy.

## Współpraca
Miejscowość partnerska:
- Nidderau, Hesja

## Osoby urodzone w Gehren
- Maria Barbara Bach, pierwsza żona Johanna Sebastiana Bacha